# Gymnomyces luteolus
Gymnomyces luteolus är en svampart som först beskrevs av Harkn., och fick sitt nu gällande namn av Trappe, T. Lebel & Castellano 2002. Gymnomyces luteolus ingår i släktet Gymnomyces och familjen kremlor och riskor.   Inga underarter finns listade i Catalogue of Life.